# Canoë-kayak aux Jeux olympiques d'été de 1956
Navigation
Helsinki 1952 Rome 1960
Résultats des épreuves de Canoë-kayak aux Jeux olympiques d'été de 1956 à Melbourne.

## Tableau des médailles pour le canoë-kayak
| Rang | Nation                     | Or | Argent | Bronze | Total |
| ---- | -------------------------- | -- | ------ | ------ | ----- |
| 1    | Roumanie                   | 3  | 0      | 0      | 3     |
| 2    | Union soviétique           | 2  | 3      | 2      | 7     |
| 3    | Suède                      | 2  | 0      | 0      | 2     |
| 4    | Hongrie                    | 1  | 3      | 3      | 7     |
| 5    | Équipe unifiée d'Allemagne | 1  | 2      | 1      | 4     |
| 6    | France                     | 0  | 1      | 0      | 1     |
| 7    | Australie                  | 0  | 0      | 1      | 1     |
| 7    | Autriche                   | 0  | 0      | 1      | 1     |
| 7    | Danemark                   | 0  | 0      | 1      | 1     |

## Course en ligne

### 1 000 mètrescanoë monoplace hommes
| Médaille           | Nom              | Pays             |
| ------------------ | ---------------- | ---------------- |
| Médaille d'or      | Leon Rotman      | Roumanie         |
| Médaille d'argent  | István Hernek    | Hongrie          |
| Médaille de bronze | Gennady Bukharin | Union soviétique |

### 10 000 mètrescanoë monoplace hommes
| Médaille           | Nom              | Pays             |
| ------------------ | ---------------- | ---------------- |
| Médaille d'or      | Leon Rotman      | Roumanie         |
| Médaille d'argent  | Janos Parti      | Hongrie          |
| Médaille de bronze | Gennady Bukharin | Union soviétique |

### 1 000 mètrescanoë biplace hommes
| Médaille           | Noms                            | Pays             |
| ------------------ | ------------------------------- | ---------------- |
| Médaille d'or      | Alexe Dumitru Simion Ismailciuc | Roumanie         |
| Médaille d'argent  | Pavel Kharin Gratsian Botev     | Union soviétique |
| Médaille de bronze | Károly Wieland Ferenc Mohácsi   | Hongrie          |

### 10 000 mètrescanoë biplace hommes
| Médaille           | Noms                           | Pays             |
| ------------------ | ------------------------------ | ---------------- |
| Médaille d'or      | Pavel Kharin Gratsian Botev    | Union soviétique |
| Médaille d'argent  | Georges Dransart Marcel Renaud | France           |
| Médaille de bronze | Imre Farkas Jozsef Hunics      | Hongrie          |

### 500 mètreskayak monoplace femmes
| Médaille           | Nom                  | Pays                       |
| ------------------ | -------------------- | -------------------------- |
| Médaille d'or      | Elizaveta Dementyeva | Union soviétique           |
| Médaille d'argent  | Therese Zenz         | Équipe unifiée d'Allemagne |
| Médaille de bronze | Tove Søby            | Danemark                   |

### 1 000 mètreskayak monoplace hommes
| Médaille           | Nom              | Pays             |
| ------------------ | ---------------- | ---------------- |
| Médaille d'or      | Gert Fredriksson | Suède            |
| Médaille d'argent  | Igor Pissarev    | Union soviétique |
| Médaille de bronze | Lajos Kiss       | Hongrie          |

### 10 000 mètreskayak monoplace hommes
| Médaille           | Nom              | Pays                       |
| ------------------ | ---------------- | -------------------------- |
| Médaille d'or      | Gert Fredriksson | Suède                      |
| Médaille d'argent  | Ferenc Hatlaczky | Hongrie                    |
| Médaille de bronze | Michel Scheuer   | Équipe unifiée d'Allemagne |

### 1 000 mètreskayak biplace hommes
| Médaille           | Nom                                 | Pays                       |
| ------------------ | ----------------------------------- | -------------------------- |
| Médaille d'or      | Michel Scheuer Meinrad Miltenberger | Équipe unifiée d'Allemagne |
| Médaille d'argent  | Mikhail Kaaleste Anatoly Demitkov   | Union soviétique           |
| Médaille de bronze | Maximilian Raub Herbert Wiedermann  | Autriche                   |

### 10 000 mètreskayak biplace hommes
| Médaille           | Noms                       | Pays                       |
| ------------------ | -------------------------- | -------------------------- |
| Médaille d'or      | János Urányi László Fábián | Hongrie                    |
| Médaille d'argent  | Fritz Briel Theodor Kleine | Équipe unifiée d'Allemagne |
| Médaille de bronze | Dennis Green Walter Brown  | Australie                  |